# Brienne-sur-Aisne
Brienne-sur-Aisne är en kommun i departementet Ardennes i regionen Grand Est (tidigare regionen Champagne-Ardenne) i nordöstra Frankrike. Kommunen ligger  i kantonen Asfeld som ligger i arrondissementet Rethel. År 2022 hade Brienne-sur-Aisne 276 invånare.

## Befolkningsutveckling
Antalet invånare i kommunen Brienne-sur-Aisne
Referens: INSEE